# Milhã
Milhã là một đô thị thuộc bang Ceará, Brasil. Đô thị này có diện tích 502,036 km², dân số năm 2007 là 14012 người, mật độ 27,91 người/km².